# Hanna Kulenty
Hanna Kulenty   (Białystok, 18 de març de 1961) és una compositora polonesa de música clàssica contemporània. Des del 1992 treballa i viu a Varsòvia (Polònia) i a Arnhem (Països Baixos).

## Educació musical
Després d'estudiar piano a l'Escola de Música Karol Szymanowski de Varsòvia del 1976 al 1980, Kulenty va estudiar composició amb Włodzimierz Kotoński a l'Acadèmia de Música Fryderyk Chopin de Varsòvia. Del 1986 al 1988 va estudiar composició amb Louis Andriessen al Conservatori Reial de La Haia. El 1984 i el 1988 va participar en cursos internacionals d'estiu de Darmstadt per a nova música. El 1983 i el 1990 va participar en els cursos internacionals per a joves compositors de Kazimierz, organitzats per la secció polonesa de l'ISCM, on va assistir a conferències amb Iannis Xenakis, Witold Lutosławski, Thomas Kessler i François-Bernard Mâche.

## Activitats principals
Des del 1989 Kulenty va treballar com a compositor independent i va rebre nombrosos encàrrecs i beques. Ha compost 2 òperes i 12 obres per a orquestra de grans dimensions. Ha escrit nombroses obres per a instruments solistes i grups de cambra. Des del 2007 també participa en l'escriptura de música per a obres de televisió i pel·lícules.
El 1990 va ser per a compositora convidada d'un any al Servei d'Intercanvi Acadèmic Alemany (DAAD) de Berlín. El 1998 va ser convidada com a professora convidada a tres universitats de Los Angeles. El 1999/2000 va ser compositora resident a "Het Gelders Orkest" als Països Baixos. Al novembre de 2000, "Deutschlandfunk" va organitzar un concert de retrat a Colònia (publicat al CD "Arcs & Circles"). Va fer conferències al festival "Other Minds 10" (San Francisco) i al "Soundstreams Canada 2005" a Toronto. El 2007 va ser professora convidada a l'ESMUC, Music Academy de Barcelona.
Va ser membre del jurat durant la Biennal de Múnic el 1995, durant el "Gaudeamus International Composers Award 2002" a Amsterdam, durant el 9è Concurs Internacional de "Compositors Kazimierz Serocki" de Varsòvia (2003), durant el Concurs Internacional d’Opera de Cambra Nova "Orpheus- Luciano Berio 2003– 2004" a Spoleto, i el 2005 i 2007 durant el Concurs Internacional de Música de Cambra Contemporània a Cracòvia.

## Estil i tècnica de composició
"La música de Hanna Kulenty està impregnada d'imatges de transformació i creixement orgànic. La configuració intuïtiva de patrons sonors en evolució, frases extenses i textures ricament detallades en aquestes obres resulta de la tècnica compositiva original de Kulenty que ella anomena" la polifonia dels arcs "o" arcs ". Les obres inclouen moltes capes darcs 'simultanis que poden començar en diferents punts de les seves trajectòries i avançar a diferents velocitats.
El seu estil compositiu ha evolucionat durant els anys des del seu enlluernador debut orquestral, Ad Unum, un estudi poderós, dissonant, dramàtic i ben elaborat sobre la convergència cap a la unitat musical. Des d’aquell treball, el mitjà preferit de Kulenty ha estat l'orquestra simfònica.
A través dels anys noranta, la compositora va desenvolupar una versió original de l'estil "post-minimalista", caracteritzada per una reducció del nombre i la densitat de capes musicals, en comparació amb l'estil anterior, saturat i dramàtic de la "polifonia d'arcs". Va anomenar aquest estil la seva versió de la "música trance europea". Kulenty poques vegades va utilitzar talls i canvis de text sobtats en aquest període. En lloc d'això, sovint estructurava les seves composicions com arcs simples i potents, que evolucionaven lentament en el temps, augmentant gradualment la seva intensitat emocional.
La seva afició al drama musical i la intensitat de l'emoció van trobar una expressió adequada en la seva música per als escenaris. El "constructivisme intuïtiu" juntament amb una intensitat emocional augmentada de la seva música és molt adequat per ressaltar situacions dramàtiques. El domini del temps de Kulenty i la seva capacitat per estructurar el seu material musical en capes que es mouen inexorablement, inevitablement cap a clímax potents, aporta una dimensió simfònica a les seves altres composicions teatrals.
L'última tècnica compositiva de Kulenty de la "polifonia de les dimensions del temps" emfatitza la circularitat del temps i la simultaneïtat dels esdeveniments temporals que es produeixen en diferents plans temporals."

## Premis
- El 1985, Kulenty va rebre el segon premi del Concurs Europeu de Joves Compositors organitzat a Amsterdam amb Ad Unum per a orquestra (1985).
- El 1987 va rebre el premi Stanislaw Wyspianski (2a classe).
- El mateix any va rebre el segon premi del Concurs de Joves Compositors de la Unió de Compositors Polonesos amb Ride per a 6 percussionistes (1987).
- També va rebre premis al Concurs de Compositors de la branca de Varsòvia de la Unió de Compositors Polonesos: Quinto per a 2 piano (1986), primer premi; Respira per a orquestra de corda (1987), primer premi; Canó per a violí i piano (1988) tercer premi; aaa TRE per a viola, violoncel i contrabaix (1988) segon premi 1989.
- El 2003 la seva composició Trumpet Concerto (2002) va guanyar el primer premi al 50è edició de la Tribuna internacional dels compositors, pel qual va rebre la Medalla Mozart de la UNESCO del Consell internacional de la música.
- Les composicions Preludium, Postludium i Psalm, per a violoncel i acordió (2007) i el Quartet de corda núm. 3 - Tell me about it (2008), van ser escollides respectivament entre les deu millors composicions holandeses del 2007 i 2008 durant el concurs Toonzetters a Amsterdam.

## Quant a les representacions
Les composicions de Kulenty s'han estrenat en festivals de tot el món, com ara el Festival de Música Contemporània de Huddersfield, el Festival de Musica de Schleswig-Holstein, la Biennal de Múnic, la tardor de Varsòvia i la Musica Polonica Nova. Les seves nombroses peces orquestrals han estat interpretades per orquestres simfòniques dels Països Baixos (Radio Filharmonisch Orkest), Dinamarca (Orquestra Simfònica Nacional Danesa), Polònia i Alemanya (Radio-Symphonie-Orchester Berlin), amb directors com David Porcelijn, Antoni Wit, Peter Hirsch, Peter Eötvös, Ingo Metzmacher, Renato Rivolta i Ronald Zollman. Solistes com Isabelle van Keulen, Elisabeth Chojnacka, Krzysztof Bąkowski, Marco Blaauw i Frank Peters han interpretat la seva obra, igual que el conjunt holandès De Ereprijs, que li va encarregar escriure peces en diverses ocasions. El 2008 el Kronos Quartet va interpretar el seu Quartet de corda núm. 4. Des de l'èxit de la seva òpera La mare dels somnis amb ales negres a la Biennal de Múnic de 1996, és considerada "una de les figures més importants de l'escena dels compositors polonesos".
Les composicions de Kulenty són publicades per "Donemus" (part del Music Center the Netherlands) a Amsterdam i per PWM Edition a Cracòvia.